# Ayguatébia-Talau
Ayguatébia-Talau település Franciaországban, Pyrénées-Orientales megyében. Lakosainak száma 44 fő (2022. január 1.). Ayguatébia-Talau Railleu, Oreilla, Canaveilles, Sauto, La Llagonne és Caudiès-de-Conflent községekkel határos.

## Földrajz

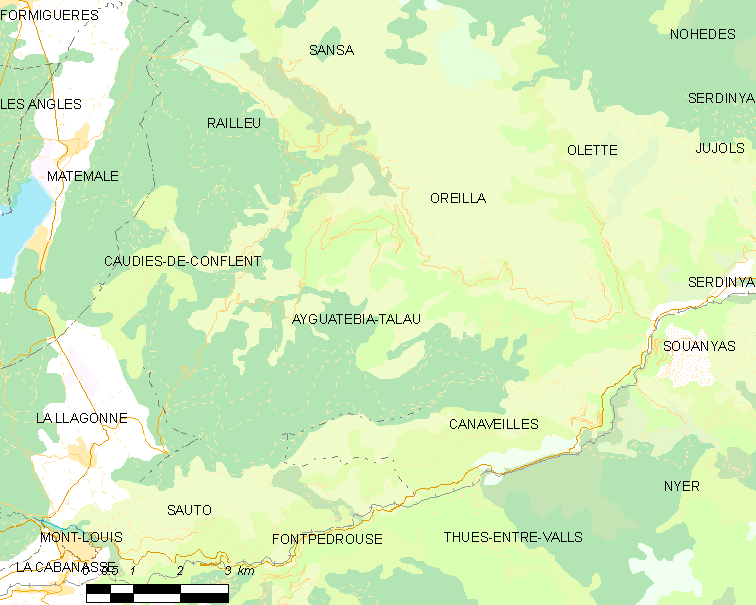
Ayguatébia-Talau térkép

## Népesség

Népesség 1962-2008

A település népességének változása: